# Dočasné přidělení zaměstnance k jinému zaměstnavateli
Termín dočasné přidělení znamená, že bude zaměstnanec svým kmenovým zaměstnavatelem přidělen na předem dohodnutou dobu k výkonu práce k jinému zaměstnavateli. Dočasné přidělení umožňuje zaměstnavateli zaměstnance půjčit v situace, kdy kmenový zaměstnavatel nemá momentálně pro zaměstnance práci, a jiný zaměstnavatel práci může nabídnout, přitom původní pracovní poměr zaměstnance nebude rozvázán. Dočasné přidělení předpokládá uzavření dohody o dočasném přidělení zaměstnance k výkonu práce k jinému zaměstnavateli.

## Dohoda o dočasném přidělení
Dočasné přidělení zaměstnance k výkonu práce k jinému zaměstnavateli právně vzniká na základě dohody o dočasném přidělení, která se uzavírá mezi kmenovým zaměstnavatelem a jeho zaměstnancem v pracovním poměru. Dohoda o dočasném přidělení musí být uzavřena písemně a obsahovat:
- název nebo jméno zaměstnavatele (právnická nebo fyzická osoba), k němuž se zaměstnanec dočasně přiděluje,
- den, kdy dočasné přidělení vznikne,
- druh a místo výkonu práce,
- sjednanou dobu dočasného přidělení.[1]

## Podmínky dočasného přidělení
Po dobu dočasného přidělení zaměstnavatel, ke kterému byl zaměstnanec dočasně přidělen, ukládá zaměstnanci pracovní úkoly, jeho práci organizuje, řídí a kontroluje, vytváří zaměstnanci příznivé pracovní podmínky, zajišťuje veškeré povinnosti, které vyplývají z bezpečnosti a ochrany zdraví při práci. Přijímající zaměstnavatel však nesmí činit vůči dočasně přidělenému zaměstnanci právní úkony jménem zaměstnavatele přiděleného zaměstnance, jako např. dát výpověď, uzavřít dohodu o ukončení pracovního poměru.
Zaměstnavatel nemůže jednostranně přidělit svého zaměstnance k jinému zaměstnavateli, je nutný předchozí souhlas zaměstnance. 
Dohodu o dočasném přidělení zaměstnance k jinému zaměstnavateli smí zaměstnavatel uzavřít až po šesti měsících trvání pracovního poměru, aby zaměstnanec nebyl přijímán do pracovního poměru za účelem jeho okamžitého přidělení k jinému zaměstnavateli – v tomto případě jde o zprostředkování zaměstnání agenturou práce.
Mzdu zaměstnanci poskytuje zaměstnavatel, který zaměstnance dočasně přidělil. Za dočasné přidělení zaměstnance je zakázána jakékoli úplata, pokud nejde o úhradě přijímajícím zaměstnavatelem ve prospěch kmenového zaměstnavatele nákladů na mzdu nebo plat, případně též cestovní náhrady přiděleného zaměstnance.

## Ukončení dočasného přidělení
Dočasné přidělení zaměstnance k jinému zaměstnavateli končí uplynutím doby, na kterou bylo sjednáno. Před uplynutím této doby dočasné přidělení je možné ukončit dohodou o ukončení dočasného přidělení nebo výpovědí dohody o dočasném přidělení z uvedením nebo bez uvedení důvodu. Dohoda o ukončení dočasného přidělení nebo výpověď musí být dány písemně a doručeny druhé smluvní straně, jinak jsou neplatný. Výpovědní doba stanoví patnáct dnů a začíná dnem, v němž byla výpověď druhé smluvní straně doručená.

## Rozdíl mezi dočasným přidělením a vysláním na pracovní cestu
Vysílá-li zaměstnavatel zaměstnance na pracovní cestu, zaměstnanec plní pracovní úkoly pro svého zaměstnavatele, i když zaměstnavatel pověřuje vedoucího zaměstnance jiného zaměstnavatele, aby zaměstnanci dával pokyny k práci, popřípadě jeho práci organizoval, řídil a kontroloval.  Při dočasném přidělení zaměstnanec vykonává práci pro přijímajícího zaměstnavatele, na základě jeho příkazů a na jeho odpovědnost.

## Přednosti dočasného přidělení
Dočasné přidělení přispívá k flexibilnímu využívání pracovní sily na trhu práce. Zaměstnavatel nemusí propouštět zaměstnance a platit odstupné. Na druhou stranu přijímající zaměstnavatel získá pracovní silu jen na dobu, kdy ji potřebuje, zbaví se starosti s nepřehlednou pracovní a mzdovou administrativou, ať se již jedná o sepsání smlouvy, zúčtování a výplaty mzdy, náboru personálu. Dočasné přidělení je nespornou výhodou také pro zaměstnance, kterému se dává možnost na dobu, po kterou je nedostatek práce u kmenového zaměstnavatele, pokračovat práce u jiného zaměstnavatele bez zrušení původního pracovního poměru.